# Phyllachora opaca
Phyllachora opaca är en svampart som beskrevs av Speg. 1885. Phyllachora opaca ingår i släktet Phyllachora och familjen Phyllachoraceae.   Inga underarter finns listade i Catalogue of Life.